# Tom Bass (Pferdetrainer)
Tom Bass (* 5. Januar 1859 in Columbia, Missouri; † 4. November 1934 in Mexico, Missouri) war ein US-amerikanischer Trainer und Reiter von Pferden der Rasse American Saddlebred, die hauptsächlich für Shows gezüchtet wurde. Er war einer der bekanntesten Pferdetrainer des späten 19. und frühen 20. Jahrhunderts in den USA. Er trainierte und ritt erfolgreiche Showpferde sowie Pferde im Besitz von Prominenten wie Buffalo Bill, Theodore Roosevelt und Will Rogers.

## Biographie
Tom Bass wurde als Sklave auf der Hayden-Plantage in Columbia, Missouri, geboren. Seine Mutter war die Sklavin Cornelia Gray (1846–1916), sein Vater William H. Bass (1836–1892), Sohn des Plantagenbesitzers Eli Bass. Er hatte mehrere Halbgeschwister, weiße aus einer Ehe seines Vaters sowie mehrere weitere von William H. Bass mit anderen Sklavinnen. Er wurde von seinen Großeltern mütterlicherseits auf der Plantage aufgezogen. Dort wurden Pferde gezüchtet und trainiert, und schon früh lernte Tom Bass den Umgang mit Tieren; später sagte er, er habe als Junge in den Ställen geschlafen und sich mit Stroh zugedeckt. Mit vier Jahren konnte er reiten, und im Alter von neun Jahren soll er Mr. Potts, ein für seine Widerborstigkeit berüchtigtes Maultier, dazu gebracht haben, auf Befehl im Kreis rückwärts zu gehen.
1865 wurde die Sklaverei abgeschafft, aber Tom Bass und sein Großvater blieben zunächst auf der Plantage, da sie nicht wussten, wohin sie hätten gehen können; mehr Details aus seinem Leben zu dieser Zeit sind nicht bekannt. Im Alter von 20 Jahren zog Bass nach Mexico, Missouri, wo er von dem renommierten Reiter Joseph A. Potts die Grundlagen des Pferdegeschäfts erlernte und anschließend für die Mexico Horse Sales Company arbeitete. Potts war von seinem Geschäftspartner aufgefordert worden, sich von dem schwarzen Bass zu trennen, was dieser ablehnte: Er habe noch nie einen Mann mit solch einem guten Blick für „Pferdefleisch“ gekannt.
Nach dem Verkauf der Mexico Horse Sales Company machte Bass sich auf Rat seines Mentors Potts als Pferdetrainer selbständig. Im Jahr 1882 heiratete er Angie Jewell (1856–1941), eine schwarze Lehrerin, und 1897 bekam das Paar einen Sohn, Inman (1897–1932). Er selbst hatte die Schule nur bis zur dritten Klasse besucht, und seine Frau unterrichtete ihn im Lesen und Rechnen.

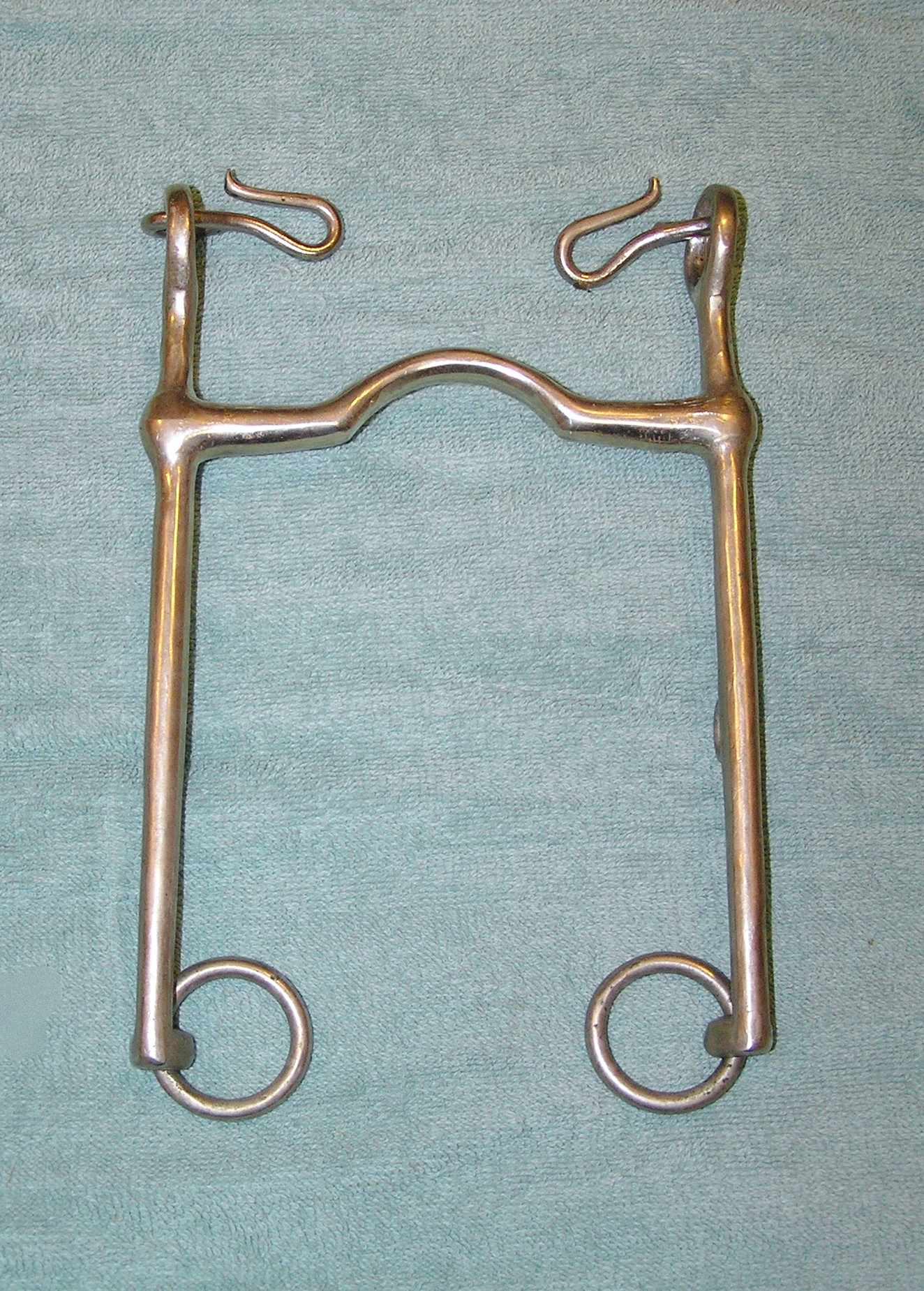
Moderne Version des Tom Bass bit

Wegen seiner sanften Trainingsmethoden erwarb sich Bass schnell einen guten Ruf; ihm wurde nachgesagt, er würde selbst die wildesten Pferde zähmen. Er soll gesagt haben: „Pferde sind wie Menschen“; eine ungewöhnliche Sichtweise zu einer Zeit, in der Pferde meist als bloße Ware angesehen wurden.
In den späten 1880er Jahren übertrug ihm eine Gruppe wohlhabender Geschäftsleute aus Kansas City die Leitung ihrer Ställe. Dort baute Bass seinen Ruf weiter aus, indem er sich auch bei der Gründung der American Royal engagierte. Bass war der erste Afroamerikaner, der dort ein Pferd vorstellte: „Wegen seines anerkannten Talents im Umgang mit Pferden durfte er im selben Ring wie die weißen Trainer auftreten.“ Es gründete sich der elitäre Tom Bass Riding Club. Zu den prominenten Gästen auf seiner Farm gehörten William Jennings Bryan, Präsident William McKinley und Zirkusmagnat P. T. Barnum. Im Laufe seiner Karriere trat Bass vor fünf US-Präsidenten auf, gewann mit seiner Stute Belle Beach Preise bei allen Pferdeshows des Landes und sammelte mehr als 2000 blaue Schleifen. Von Maria von Rumänien wurde er bei der Pferdeshow von St. Louis geehrt. Trotz seiner Erfolge musste er sich mit rassistischen Vorurteilen und Regeln auseinandersetzen: Wenn er mit seinen weißen Konkurrenten, gegen die er regelmäßig gewann, sprechen wollte, musste er den Hintereingang ihrer Häuser benutzen. Einmal wurde er von einer Pferdeshow ausgeschlossen, wie es immer wieder Versuche gab, seine Teilnahmen wegen seiner Hautfarbe zu verhindern, aber einflussreiche weiße Freunde wehrten dies ab.
1893 zeigte Bass als Vertreter von Missouri Pferde auf der Weltausstellung in Chicago. Außerdem gewann er die Weltmeisterschaft auf der Saddlebred-Stute Miss Rex. Später zog er zurück nach Mexico und trainierte weiterhin Pferde. Ihm wird das Verdienst zugeschrieben, Mexico zur „Saddle Horse Capital of the World“ gemacht zu haben. Bass trainierte unter anderem den erfolgreichen Hengst Rex McDonald sowie die Pferde namhafter Persönlichkeiten wie Buffalo Bill, Will Rogers und Präsident Theodore Roosevelt sowie von Mitgliedern der Brauerei-Familie Busch. Neben Rex McDonald und anderen Saddlebreds trainierte Bass Belle Beach, eine Stute, die sich verbeugen, knicksen und tanzen konnte. Es wird auch erzählt, dass er ein gefürchtetes Pferd namens The Blazing Black innerhalb weniger Tage reiten konnte, was keinem zuvor möglich gewesen war. 1897 wurde er von der Familie Vanderbilt gebeten, an einer Show im Madison Square Garden in New York City teilzunehmen, was ihm als Schwarzem ansonsten nicht möglich gewesen wäre: Er wurde der erste Afroamerikaner, der dort auftrat. Außerdem wurde er anlässlich des Diamantenen Thronjubiläums von Queen Victoria eingeladen, bei der prestigeträchtigen Royal Horse Show in London aufzutreten; er lehnte ab, weil er seinen Pferden und sich selbst die Schiffsreise nicht zutraute.
Bass erfand auch ein Kandarengebiss namens Tom Bass Bit, mit dem Pferde kontrolliert werden können, ohne ihnen Schmerzen zuzufügen, das er sich aber nicht patentieren ließ. Dieses Gebiss wird weiterhin hergestellt.
Bass starb am 20. November 1934 im Alter von 75 Jahren an einem Herzinfarkt, ein Jahr nach dem Tod seiner Lieblingsstute Belle Beach. Er ist auf dem Elmwood Cemetery in Mexico begraben, neben seiner Frau und seinem Sohn. Auf seinem Grabstein ist zu lesen: „Einer der größten Saddlehorse-Trainer und Reiter der Welt“.

## Erinnerung und Ehrung
Für seine Verdienste um den Bundesstaat Missouri wurde Tom Bass 1999 posthum in die Hall of Famous Missourians aufgenommen; er habe um die Wende zum 20. Jahrhundert dabei geholfen, die Rassenschranken zu durchbrechen, und er habe den Beruf des Reiters verändert. Es gibt Objekte von ihm im American Saddlebred Museum in Mexico und im American Royal Museum in Kansas City. Seine Scheune wurde zu einem historischen Wahrzeichen in der Gegend und blieb stehen, bis sie am 28. August 1997 von einem 19-jährigen Brandstifter niedergebrannt wurde.

## Diverses
2023 fand die vierte Austragung des Tom Bass Seminar on Diversity in Equestrian Sports statt, das via Internet übertragen wurde.